# Presto Ballet
Presto Ballet is een Amerikaanse band rondom Kurdt Vanderhoof, tevens leider van Metal Church. Deze leider zegt zelf hevig beïnvloed te zijn door Genesis, Yes en Kansas, de band speelt daarom ook (stevige) progressieve rock. Men maakt zo veel mogelijk gebruik van het instrumentarium dat die bands in de succesjaren 70 gebruikten, dus liefst geen digitale toetsinstrumenten.

## Discografie
Solo Vanderhoof
- Vanderhoof
- A Blur of Time

Band
- 2005: Peace among the ruins
- 2008: The lost art of time travel
- 2011: Invisible places
- 2011: Love what you've done to the place
- 2012: Relic of the modern world
- 2018: The days between (Het album was al in 2017 klaar, maar door de werkzaamheden van Vanderhoof voor Metal Church werd de uitgifte steeds uitgesteld, aldus IO Pages 155, februari 2019).